# Gröndalen Frostviken
Gröndalen Frostviken este o arie protejată (arie specială de conservare — SAC, sit de importanță comunitară — SCI) din Suedia întinsă pe o suprafață de 28,8 ha, integral pe uscat.

## Localizare
Centrul sitului Gröndalen Frostviken este situat la coordonatele 64°46′52″N 14°04′12″E / 64.781°N 14.07°E.

## Înființare
Situl Gröndalen Frostviken a fost declarat sit de importanță comunitară în mai 2000 pentru a proteja 2 specii de plante. Situl a fost protejat și ca arie specială de conservare în decembrie 2009.

## Biodiversitate
Situată în ecoregiunea alpină, aria protejată conține 2 habitate naturale: Păduri nordice subalpine/subarctice cu Betula pubescens ssp. czerepanovii, Râuri de munte și vegetația erbacee de pe malurile acestora.
La baza desemnării sitului se află mai multe specii protejate de  plante (2): Calamagrostis chalybaea, Meesia longiseta.